# 穂坂雅之
穂坂 雅之（ほさか まさゆき、1954年7月31日 - ）は、日本の実業家。楽天グループ代表取締役副会長、楽天カード代表取締役社長、楽天証券取締役会長。
楽天銀行取締役会長、楽天インシュアランスホールディングス取締役会長、楽天Edy代表取締役社長、KCカード代表取締役社長、朝日火災海上保険取締役会長、楽天生命保険取締役会長なども歴任した。

## 人物・経歴
北海道夕張市出身。1964年10歳頃から中高まで静岡県富士宮市に移り、富士宮市立大宮小学校、富士宮市立富士宮第四中学校、静岡県立富士宮北高等学校を経て、兄と同じ大東文化大学の法学部に1期生として進学し、国際法を専攻した。1977年に大学を卒業後、1期生として進学した大東文化大学大学院法学研究科で手形小切手法を専攻した。
1980年大学院を修了して 新設のファミリー信販（現オリックス・クレジット）に入社。その後藤田晋とインターネットを使った消費者金融事業を始め、藤田の紹介で知り合った三木谷浩史に誘われ、2003年楽天に入社 し、2005年執行役員に昇格。
2006年楽天クレジット（現楽天カード）代表取締役社長。2007年同社取締役副会長。2008年楽天KC代表取締役社長。2009年楽天クレジット代表取締役社長。2013年楽天Edy代表取締役社長。2014年楽天代表取締役副社長。2016年同社代表取締役副会長。2017年楽天Edy取締役、楽天証券取締役会長。2018年楽天インシュアランスホールディングス取締役会長、楽天銀行取締役会長、楽天生命保険取締役、朝日火災海上保険取締役会長。2019年楽天ペイメント取締役会長。2021年楽天カード代表取締役社長最高執行役員。
2007年から楽天グループのクレジットカード事業を創設し、IT化による会員獲得コストの削減により年会費無料と高ポイント還元率を実現し、2017年には取扱高が大手三菱UFJニコスなどを抜き、クレジットカード業界でトップとなった。